# Nemezjusz z Emesy
Nemezjusz z Emesy (IV w. n.e.) (stgr. Νεμέσιος Ἐμέσης, łac. Nemesius Emesenus) – biskup Emesy,  starożytny teolog i filozof chrześcijański, łączący wątki chrześcijańskie i neoplatońskie. Autor wpływowego w starożytności i średniowieczu dzieła O naturze człowieka. 

## Życiorys
Niewiele wiadomo o jego życiu. Większość informacji opiera się na jego jedynym znanym utworze: „O naturze człowieka”. Na tej podstawie wnioskuje się, że był biskupem Emesy. Lata jego życia są nieznane, i próbuje się je określać w oparciu o wskazówki z jego dzieła. Nemezjusz wspomina w nim zmarłych przed 400 r.n.e. Eunomiusza z Kyziku i Apolinarego z Laodycei. Dodatkowo, w utworze brakuje wzmianki o potępieniu poglądów Orygenesa (399 r.n.e. w Aleksandrii i 400 r.n.e. w Rzymie). Stąd, wnioskuje się, że „O naturze człowieka” napisane zostało pod koniec IV, lub na samym początku V w.n.e.
Z dzieła wynika też, że był osobą gruntownie wykształconą, nie tylko w teologii, ale również w filozofii przyrody i medycynie. 

## Filozofia
Filozofia Nemezjusza jest syntezą teologii chrześcijańskiej i poklasycznej filozofii greckiej. Spośród myślicieli chrześcijańskich największy wpływ na niego mieli Orygenes i Apolinary z Laodycei.
Dzieło stanowi pierwszy systematyczny wykład antropologii filozoficznej ujętej z chrześcijańskiego punktu widzenia (stąd Nemezjusz bywa nazywany ojcem chrześcijańskiej antropologii). Antropologia łączona jest tutaj z szerokim wykładem filozofii przyrody. Człowiek opisywany jest przez Nemezjusza jako sytuujący się pomiędzy światem zmysłowym, do którego należą wszystkie inne istoty śmiertelne, a światem nadzmysłowym, dającym się tylko pojąć i do którego należą istoty nieśmiertelne i rozumne. Jest tak dlatego, że człowiek wyposażony jest w duszę, oraz cechuje się godnością. 
W swojej psychologii filozoficznej Nemezjusz przeprowadza szczegółową analizę części rozumnych i bezrozumnych duszy. Wyróżnia w jej ramach różne władze: wyobraźnię, intelekt, pamięć, a także sterowanie funkcjami organicznymi, gniewliwość i pożądliwość. Jego dzieło zawiera rozbudowaną analizę namiętności duszy. Następnie, idąc za Hipokratesem, Galenem, Ammoniuszem Sakkasem i Porfiriuszem opisuje, jak dusza łączy się z władzami ciała. Idąc za Platonem Nemezjusz traktuje duszę jako samodzielną, istniejącą autonomicznie rozumną substancję niecielesną. Jest ona nieśmiertelna i nie ulega zniszczeniu wraz z ciałem. Dusza i ciało stanowią jedność, ale nie jako zmieszanie, czy entelechia Arystotelesa. Dusza „modyfikuje wszystko, z czym się styka, sama pozostając niezmieniona”, tak jak Słońce zmienia powietrze w światło. Sama dusza może się od ciała oddzielić (np. podczas snu lub po śmierci) i zachowuje od niego stałą odrębność. 
Ważną cechą filozofii Nemezjusza było połączenie antropologii z filozofią przyrody. Jego dzieło funkcjonowało w średniowieczu pod tytułem Premnon physikon – „pień poznania przyrody”. Badanie człowieka i jego natury jest tu wstępem do badania całego świata, a człowiek jest opisywany jako mikrokosmos. 
Nemezjusza uważa się za jednego z twórców „doktryny komorowej” mózgu. Zgodnie z nią komory mózgu odpowiadają za jego różne władze, a ich działanie umożliwia pompowana w nich dusza.

## Recepcja
W średniowieczu dzieło Nemezjusza przypisywane było Grzegorzowi z Nyssy (skrybowie mylili Nissenus z Nemesius). Było bardzo popularne i przyczyniło się do stworzenia reputacji Grzegorza z Nyssy jako ważnego filozofa. Odwoływali się do niego Jan z Damaszku, Wilhelm z Conches, Adelard z Bath, Wilhelm z Saint Thierry, Albert Wielki, Piotr Lombard czy Tomasz z Akwinu. Znane są dwa średniowieczne tłumaczenia na łacinę: Alfanusa z Salerno (poł. XI w.) i Burgundia z Pizy (XII w.). 
Nemezjusz cieszył się autorytetem w Kościołach wschodnich. Był tłumaczony na język syryjski i ormiański.

## Dzieła
- stgr. Περὶ φύσεως ἀνθρώπου, łac. De natura hominis. Inny tytuł: stgr. Πρέμνον φυσιϰόν.

- (pl) 1982 "O naturze ludzkiej", tłum. Andrzej Kempfi.